# Araci Cortes
Zilda de Carvalho Espíndola, conocida como Aracy Cortes (Río de Janeiro, 31 de marzo de 1904 - Río de Janeiro, 8 de enero de 1985), fue una cantante y actriz de teatro brasileña. Fue pionera y uno de los grandes nombres del teatro brasileño de revista y del subgénero musical samba-canção; además, se transformó en una de las primeras mujeres que incursionó exitosamente dentro de la música popular de su país, que a principios del siglo XX era un medio eminentemente masculino.

## Vida y obra
Nacida en el barrio Estácio, creció y se trasladó con su familia al barrio Catumbi, donde tuvo como vecino a Pixinguinha, fundador del grupo Oito batutas.
Por propia iniciativa, comenzó a cantar en varios teatros de la ciudad: su debut habría sido en el Democrata Clube de Río de Janeiro, llegando a ser conocida por el timbre de su voz de soprano y su forma personalista de cantar; en este contexto, fue la reina en el teatro de revista durante la década de 1920. Fue bautizada con su nombre artístico Aracy Cortes por el crítico teatral Mário Magalhães que trabajaba en A Noite.
El reconocimiento llegó con la canción Que Pedaço de Sena Pinto (1923), que fue seguida por otro éxito titulado Jura de Sinhô (1928) y Ai Ioiô (Linda Flor) (1929). A raíz de su éxito, y ya muy involucrada con el mundo de la música, fue artífice durante la década de 1930 del lanzamiento de otros compositores desconocidos, tales como Ary Barroso, Assis Valente, Clementina de Jesus y Paulinho da Viola. 
Con presentaciones recurrentes en los teatros de revista, que reunía a lo más selecto del mundo del arte, comenzó a recibir el apelativo de la primera gran cantante popular —en portugués: a primeira grande cantora popular—, destacándose dentro de un medio donde predominaban exclusivamente las voces masculinas. También fue la primera intérprete de Aquarela do Brasil en 1939 —de Ary Barroso—, el primer y más importante sencillo exportado hacia Estados Unidos, y que inauguró el subgénero samba-canção.

## Mayores éxitos
- 1925 - Petropolitana.
- 1925 - Serenata de Toselli.
- 1925 - A Casinha (A Casinha da Colina).
- 1926 - Serenata de Toselli.
- 1928 - Chora, Violão.
- 1928 - Jura.
- 1929 - Ai, Ioiô.
- 1929 - Yaya (Linda flor).
- 1929 - A polícia já foi lá em casa.
- 1929 - Vão por mim - con Francisco Alves.
- 1929 - Baianinha.
- 1930 - Você Não Era Assim.
- 1931 - Quero Sossego.
- 1931 - Reminiscências.
- 1932 - Tem Francesa no Morro.
- 1932 - Dentinho de Ouro.
- 1932 - Que é Que…?.
- 1951 - Eu Sou Assim.
- 1951 - Eu Sou Assim.